# Décès en juin 1990
Décès
- 1986
- 1987
- 1988
- 1989
- 1990
- 1991
- 1992
- 1993
- 1994

Pour une information complémentaire, voir la page d'aide.

| Date    | Nom              | Activités                                                  | Âge | Source |  |
| ------- | ---------------- | ---------------------------------------------------------- | --- | ------ |  |
| 1 juin  | Wilhelm Borchert | acteur allemand                                            | 83  |        |  |
| 2 juin  | Rex Harrison     | acteur britannique                                         | 82  |        |  |
| 2 juin  | Claire Weekes    | zoologiste australienne                                    | 87  |        |  |
| 6 juin  | Mario Atzinger   | photographe français d'origine autrichienne                | 82  |        |  |
| 6 juin  | Joe Loss         | musicien britannique                                       | 80  |        |  |
| 27 juin | Guy Renne        | peintre français                                           | 64  |        |  |
| 30 juin | Louis Rubaud     | maître fusilier marin français, compagnon de la Libération | 72  |        |  |
| 30 juin | Brian Tiler      | footballeur anglais devenu entraîneur                      | 47  |        |  |